# Alf Larsen Whist
Alf Larsen Whist (6. august 1880 i Frederikshald – 16. juli 1962) var en norsk forretningsmand og politiker for Nasjonal Samling. Han var ombudsmand for erhvervslivet fra 1941, præsident i Norges Næringssamband fra 1943, minister uden portefølje for erhvervslivets krigsindsats i Vidkun Quislings anden regering fra 1943 og erhvervsminister fra 1944 til 1945.
Whist skrev i 1942, at det primære mål for regeringen måtte være at "give erhvervslivet bedre forudsætninger end før".

## Fra bedrageridom til ministerpost
Allerede omkring 1925 var Whist kendt i Norge for sine tvivlsomme forretningsmetoder. En offentlig granskning efter konkursen i Norske Lloyds som han havde stiftet i 1905, kompromitterede ham helt, så han flyttede til Frankrig og startede Alliance Francaise. I 1936 blev han for dette selskabs konkurs dømt til at betale henved to millioner francs tilbage. På trods af dommen sikrede han sig stillingen som formand i Vinmonopolets styre i 1940. 
Det var næppe tilfældigt, at han meldte seg inn i Nasjonal Samling 14. juli 1940 - på den franske nationaldag. Samme efterår forærede han Quisling en hytte kaldt "Ørnereden" på Leangkollen i Asker (i dag Leangkollen hotel). Hans svigersøn Sven Dysthe fortalte sommeren 1945, at Whist tiltvang sig grunden og begyndte at bygge, inden han havde modtaget skødet. Joseph Goebbels og Heinrich Himmler fik hver sin sauna leveret fra Whists firma. Hans tidligere ejendomsselskab Heggedal bruk (= savmølle) A/S i Asker begyndte at levere laftebygninger til tyskerne. Hele 200 tømmerhuse fik han rejst til general Dietls tropper, som holdt Finnmark besat. 92,9 % af virksomhedens omsætning under krigen kom fra leverancer til Wehrmacht og andre tyske instanser. I marts 1941 omorganiserede Whist Vinmonopolet, så det blev helt NS-styret, og i 1943 blev førerprincippet indført i selskabet. Til jul 1941 sendte han 300 halvflasker brændevin "som julegave til nordmænd i Waffen SS i Rusland". I januar 1944 var han blandt de få udvalgte, der var inviteret med af Quisling på hans årlige besøg hos Hitler. I mellemtiden var dommen i Frankrig omstødt af appelretten i Paris i 1942.
I retssagen mod ham fandt to af dommerne dødsstraf passende, men flertallet idømte Whist livsvarigt tvangsarbejde. Han ble også livsvarigt fradømt "almen tillid", og henved 200.000 kroner af hans formue blev inddraget, samtidig som han blev idømt en erstatning på tre millioner kroner. I efteråret 1951 blev hans kone syg, og han blev løsladt fra Bjørkelangen tvangsarbejdslejr. Et år senere blev han benådet.